# 马丁漆

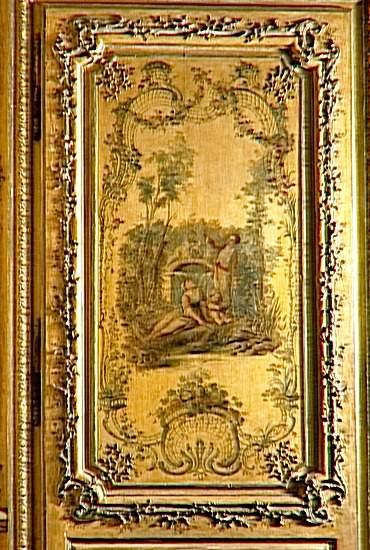
马丁漆装饰的木制品，1750年代，现藏凡尔赛宫

马丁漆是1728年法国巴黎的马丁兄弟仿照中国和日本的东方漆所发明的一种清漆。这种漆的造价远低于从东方进口的漆，应用广泛。